# Bernard Maciejowski
Bernard Maciejowski (Malopolska, 1548 - Cracóvia, 19 de janeiro de 1608) foi um cardeal do século XVII.

## Biografia
Nasceu em Malopolska em 1548, Polônia. Filho de Bernard Maciejowski, mestre do castelo de Lublin, e sua segunda esposa, Elżbieta z Kamienieckich. Seu tio era Samuel Maciejowski, bispo de Cracóvia de 1546 a 1550. Ele também está listado como Ciolek Macceonio e Macziejowski.
Estudou em Roma e Perugia; versatum nas Sagradas Escrituras e no direito canônico, sed non doctor ..
Cônego do cabido da catedral de Cracóvia, 1584. Deão da colegiada de Varsóvia, 1585; e canonista do capítulo da catedral metropolitana de Gniezno..
Ordenado, 1586, Roma. Decano do capítulo da catedral metropolitana de Gniezno..
Eleito bispo de Luck, mantendo seus benefícios anteriores e com dispensa por não ter doutorado, em 8 de junho de 1587. Consagrado em 24 de janeiro de 1588, provavelmente na colegiada do primaz da Assunção da Bem-Aventurada Virgem Maria e São Nicolau em Łowicz , por Stanisław Karnkowski, arcebispo de Gniezno. Embaixador do rei Zygmunt III Waza da Polônia perante a Santa Sé, 1590-1591. Ele foi um dos principais criadores da União de Brest (1596). Transferido para a sé de Cracóvia em 23 de maio de 1600..
Criado cardeal sacerdote no consistório de 9 de junho de 1604; recebeu o gorro vermelho e o título de S. Giovanni a Porta Latina, em 7 de janeiro de 1605. Não participou do conclave de março de 1605, que elegeu o Papa Leão XI. Não participou do conclave de maio de 1605, que elegeu o Papa Paulo V. Promovido à sé metropolitana e primacial de Gniezno, em 31 de julho de 1606. Legado a latere para o casamento do rei Zygmunt III Waza da Polônia e da princesa Konstanze da Áustria. Ele era um protetor dos jesuítas e um forte defensor dos ensinamentos do Concílio de Trento..
Morreu em Cracóvia em 19 de janeiro de 1608. Sepultado na capela que construiu na catedral de Cracóvia.